# Бережна Валерія
Вале́рія Бережна́ (* 2000) — українська синхроністка. Призерка Європейських ігор; майстер спорту України з артистичного плавання.

## З життєпису
Народилась 2000 року. Входила до складу збірної команди України з артистичного плавання; член Молодіжної команди України із синхронного плавання (2015—2018). 2015 року виграла дві бронзові медалі на перших Європейських іграх, посіла третє місце в командних і комбінаційних змаганнях — вона і Валерія Апрелєва; Вероніка Гришко; Анна Єсіпова; Яна Наріжна; Катерина Ткачова; Аліна Шинкаренко; Єлизавета Яхно. Бронзова призерка 10-го Кубка світу з синхронного плавання «Fina 2015 China Textile City» (Кецяо).
Срібна призерка чемпіонату Європи серед юніорів-2016 (Рієка, Хорватія).
Переможниця відкритого Кубка Італії-2017 (Кунео, Італія).
Срібна призерка чемпіонату Європи-2017 (Бєлград, Сербія).
Надалі — тренер з плавання та артистичного плавання.